# Triak

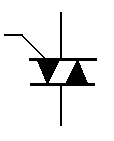
Symbol triaka

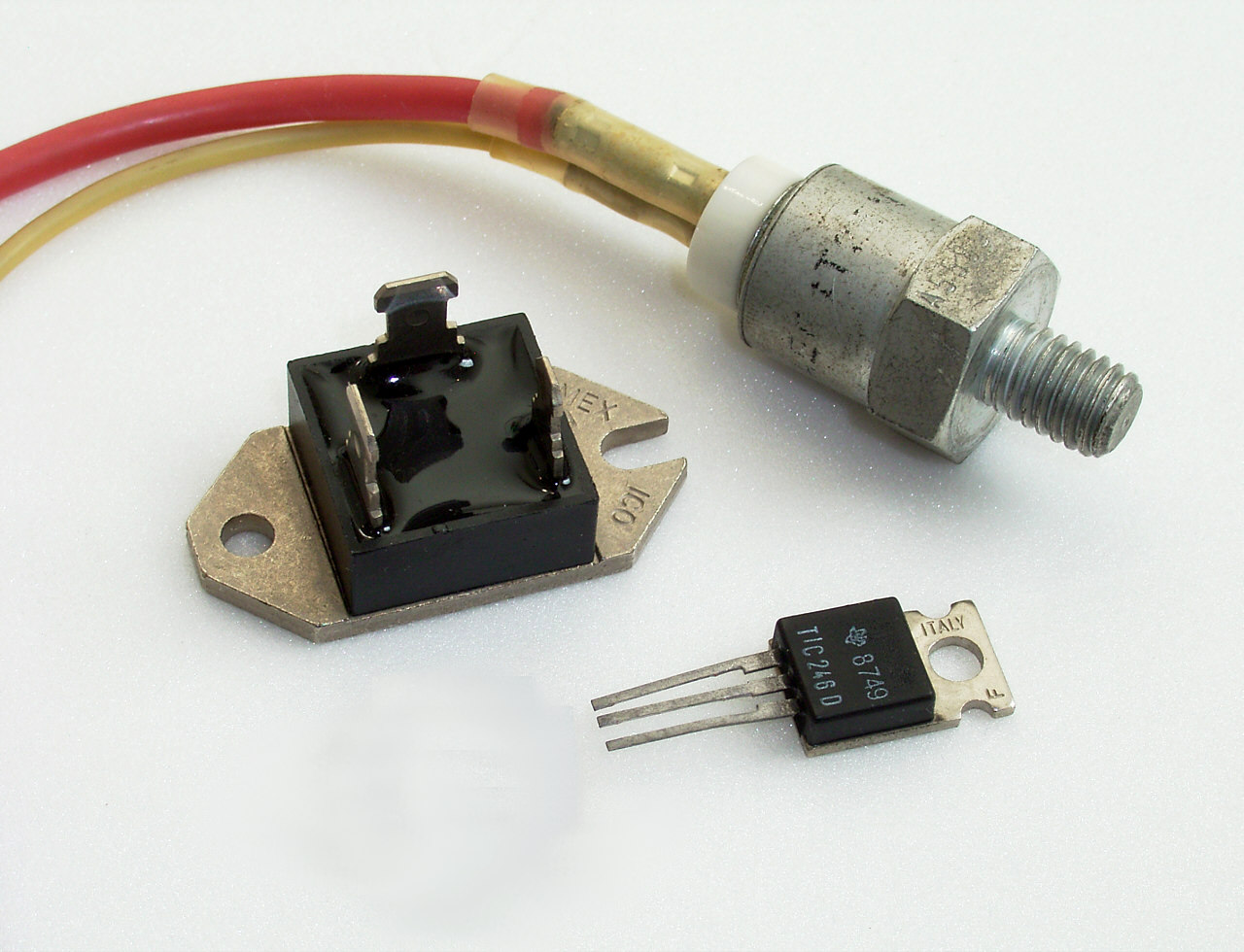
dwa triaki (większe elementy) i jeden tyrystor (najmniejszy element)

Triak (symistor) – przyrząd półprzewodnikowy należący do rodziny tyrystorów. Ma pięciowarstwową strukturę n-p-n-p-n, pod względem funkcjonalnym jest odpowiednikiem dwóch tyrystorów połączonych antyrównolegle (przeciwsobnie i równolegle).
Triak ma trzy końcówki, 2 anody A1 i A2 (oznaczane też MT1 i MT2) oraz bramkę G. Triaki stosowane są w obwodach prądu przemiennego przewodzą prąd w obu kierunkach, triak włączany jest prądem bramki, wyłącza się gdy natężenie prądu jest równe zero. Używane są jako łączniki dwukierunkowe, przekaźniki oraz regulatory mocy. Triaki bardzo często są sterowane przez diaki.

Schematyczna budowa triaka

Działanie triaka jest analogiczne do przeciwsobnego połączenia dwóch tyrystorów (SCR). Triak posiada tylko jedną bramkę – włączenie następuje niezależnie od polaryzacji (w przeciwieństwie do tyrystora, który może być załączony tylko jeśli potencjał anody jest większy od potencjału katody).
Triak działa w obu kierunkach polaryzacji i zachowuje się jak tyrystor w dodatniej części swojej charakterystyki (stan blokowania bądź przewodzenia) – charakterystyka triaka jest symetryczna względem początku układu współrzędnych, a w części dodatniej jest charakterystyką tyrystora.

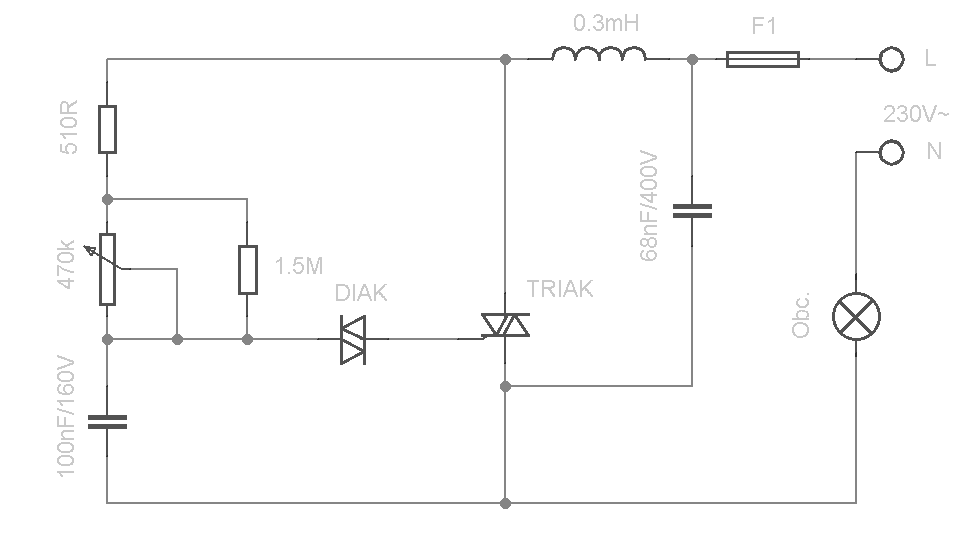
Triak – sterowanie za pomocą diaka

## Alternistor
Alternistor – nazwa triaka z polepszonymi parametrami wyłączania. Termin „alternistor” został użyty po raz pierwszy przez Thomson Semiconductors (obecnie ST Microelectronics).
Urządzenia te są wykonane specjalnie do poprawy warunków komutacji wysoce indukcyjnych obciążeń, takich jak np. silniki. Odbiorniki wysoko indukcyjne sprawiają problemy dla „normalnych” triaków ze względu na duże przepięcia podczas wyłączania prądu (rozproszona musi zostać energia zmagazynowana w odbiorniku). Zwykły triak może również pracować przy obciążeniu indukcyjnym, niezbędne jest jednak zastosowanie układu gasikowego RC, alternistory natomiast są wykonane specjalnie do tego celu i nie potrzebują dodatkowych zabezpieczeń w postaci układu gasikowego. Zdolność do sterowania takimi obciążeniami okupiona jest gorszymi parametrami komutacji w 4 ćwiartce (ujemne napięcie zasilania – dodatnie napięcie bramki). Nie ma to zazwyczaj większego znaczenia, gdyż jest to obszar pracy rzadko wykorzystywany (zwykłe triaki są również najmniej wrażliwe w 4 ćwiartce). ST Microelectronics produkuje ulepszone triaki przeznaczone do obciążeń indukcyjnych pod nazwą towarową „SNUBBERLESS”.